# Musica Antiqua Köln
«Musica Antiqua Köln» (лат. musica antiqua — старинная музыка) — немецкий инструментальный ансамбль и камерный оркестр («барочный оркестр»), один из наиболее значительных в движении аутентичного исполнительства 1980-х и первой половины 1990-х годов. Функционировал в 1973—2006 годах (штаб-квартира в Кёльне).

## Краткая характеристика
Основан в 1973 году Райнхардом Гёбелем, который играл в ансамбле на скрипке (до 1990 года) и возглавлял коллектив до его роспуска в 2007 году. В первоначальный состав Musica Antiqua помимо Гёбеля вошли Хайо Бес (Hajo Bäß, скрипка) и Эва Бартош (Eva Bartos, виола да гамба), впоследствии на тех же инструментах в Musica Antiqua играли Джонатан Кейбл и Чарлз Медлэм (Medlam), Яп тер Линден (барочная виолончель и виола да гамба), Фёбе Каррай (Phoebe Carrai), скрипачи Манфредо Кремер и Флориан Дойтер, клавесинисты Андреас Штайер и Роберт Хилл, флейтист Вильберт Хацельцет и др. Некоторые из них (как Штайер, тер Линден и Хацельцет) позже сделали блестящую независимую карьеру.
С самого начала оркестр специализировался исключительно на барочном репертуаре. Помимо общеизвестных имён (И. С. Бах, Г. Ф. Телеман, Г. И. Ф. Бибер), внимание Гёбеля привлекали забытые и редко звучащие произведения как, например, «увертюры» Ф.М. Верачини, «Дрезденские концерты» И. Д. Хайнихена, трио-сонаты И.Ф. Майстера, камерная инструментальная музыка и кантаты семьи Бахов.
Первый самостоятельный диск Musica Antiqua («Сонаты раннего и высокого барокко») был опубликован в 1975, но международная известность пришла к ансамблю лишь в 1978, после выступления на Английском Баховском фестивале в Лондоне. С 1980-х годов коллектив гастролировал по всему миру, включая США (с 1981), Китай (1985), Австралию и страны Южной Америки. Выступал на крупнейших международных музыкальных фестивалях, в том числе лондонском Би-Би-Си Промс (1989) и Зальцбургском фестивале (2004). Один из последних концертов Musica Antiqua состоялся 2 ноября 2006 года в Карнеги-Холле. Всего в дискографии ансамбля около 60 альбомов (с 1978 преимущественно на лейбле Deutsche Grammophon), в том числе тематические программы с певицами А.С. фон Оттер, М. Коженой, К. Шефер, флейтистом М. Штегером и другими известными музыкантами.
Интерпретации ансамбля отличает виртуозность, как, например, в финале 3-го «Бранденбургского» концерта И. С. Баха (в записи 1986 года), в сочетании с точностью интонирования (партия натуральной трубы в высоком регистре в 1-й части 2-го Бранденбургского концерта — в той же записи) и глубоким пониманием стилистики барочной музыки.

## Избранная дискография
Примечание. Везде, где возможно, указаны даты записи (а не даты релиза)
- 1974 Мотеты А. Гранди, совместно с Kölner Vocal-Consort, общее руководство — Lajos Rovatkay (FSM Aulos)
- 1974 Сонаты раннего и высокого барокко на оригинальных инструментах (FSM Aulos; релиз 1975 года)
- 1975 Камерная музыка французского барокко на оригинальных инструментах (FSM Aulos)
- 1977 Виртуозная немецкая скрипичная музыка XVII века (EMI Electrola)
- 1978 Ж.-М. Леклер. Камерная музыка (DG)
- 1980 И. Пахельбель. Камерная музыка (в т.ч. знаменитый Канон D-dur) (DG)
- 1982 И.С. Бах. Оркестровые увертюры (сюиты) (DG)
- 1984 Г.Ф. Телеман. Музыка на воде ("Гамбургский отлив и прилив") (DG)
- 1985 De profundis. Кантаты немецкого барокко: Г. Шютц, Ф. Тундер, Н. Брунс и др. (DG)
- 1986 И.С. Бах. Бранденбургские концерты (DG)
- 1986 Телеман. Концерты для духовых (DG)
- 1986 Семья Бахов до Иоганна Себастьяна Баха (2 CD; DG)
- 1987 Бибер. Mensa sonora, Sonata representativa etc. (DG)
- 1988 Телеман. Застольная музыка (целиком) (DG)
- 1989 Scherzi musicali (Бибер, Шмельцер, Вальтер) (DG)
- 1990 Г.И.Ф. Бибер. Rosenkranz-сонаты (DG, последняя запись Р. Гёбеля в качестве солиста)
- 1992 И.Д. Хайнихен. Дрезденские концерты (DG)
- 1993 Ф.М. Верачини. Пять увертюр (DG)
- 1994 Г.Ф. Гендель. Марианские кантаты (солистка — А.С. фон Оттер; DG)
- 1995 Ж.Ф. Ребель. Стихии; Телеман. Глюк (DG)
- 1994-95 Хайнихен. Духовная музыка (2 CD; DG)
- 1996 Бах. Кантата BWV 201 (c хором "Ex tempore"; DG)
- 1997 Lamenti (барочная вокальная музыка, солистка — фон Оттер; DG)
- 1999 Бах. Свадебные кантаты (BWV 210, BWV 202, BWV 51; солистка — К. Шефер; DG)
- 2001 Дж. Дауленд. Lachrimae or Seven Teares; 2001 (Vanguard Classics)
- 2003 М.А. Шарпантье. Духовная музыка (DG)
- 2000-03 Бахиана. Кантаты (с М. Коженой) и инструментальная музыка семьи Бахов (DG, всего 5 CD)
- 2004 Бибер. Harmonia artificiosa (DG)
- 2004 И.Ф. Майстер. Il giardino del piacere (лейбл Berlin)
- 2004 Телеман. Флейтовые квартеты (с М. Штегером, DG)